# Agata Mikołajczyk-Martinez
Agata Mikołajczyk-Martinez – polska lekarka weterynarii, doktor habilitowany nauk weterynaryjnych, profesor na Uniwersytecie Przyrodniczym we Wrocławiu.

## Kariera naukowa
W 2012 roku na Uniwersytecie Przyrodniczym we Wrocławiu uzyskała tytuł lekarza weterynarii. W 2014 roku została zatrudniona na Uniwersytecie Przyrodniczym we Wrocławiu, gdzie w 2022 roku uzyskała stopień doktora nauk rolniczych w zakresie weterynarii na podstawie rozprawy pt. Rola fimbrii typu 1 w adhezji i inwazji oraz przeżywalności i cytotoksyczności pałeczek Salmonella Gallinarum i Salmonella Enteritidis wobec kurzych linii komórkowych, której promotorem był Maciej Ugorski. W 2023 roku ta sama uczelnia nadała jej stopień doktora habilitowanego nauk weterynaryjnych na podstawie pracy pt. Eksperymentalne terapie nowotworów otrzewnej na modelach komórkowych oraz modelu zwierzęcym świni domowej (Sus scrofa domestica). W latach 2022–2024 pracowała również na Politechnice Wrocławskiej.